# (37773) 1997 GY24
1997 GY24 (asteroide 37773) é um asteroide da cintura principal. Possui uma excentricidade de 0.08196470 e uma inclinação de 3.52522º.
Este asteroide foi descoberto no dia 7 de abril de 1997 por Marcus Tristan Chamberlin em Goodricke-Pigott.